# Campeonato Mundial de Ciclismo en Pista de 1978
El LXXV Campeonato Mundial de Ciclismo en Pista se celebró en Múnich (Alemania Occidental) entre el 16 y el 21 de agosto de 1978 bajo la organización de la Unión Ciclista Internacional (UCI) y la Federación Alemana de Ciclismo.
Las competiciones se realizaron en el Radstadion de la ciudad bávara. En total se disputaron 12 pruebas, 10 masculinas (3 profesionales y 7 amateur) y 2 femeninas.

## Medallistas

### Masculino profesional
| Evento                 | Oro                  | Plata                       | Bronce                           |
| ---------------------- | -------------------- | --------------------------- | -------------------------------- |
| Velocidad individual   | Koichi Nakano Japón  | Dieter Berkmann RFA         | Yoshinobu Sugano Japón           |
| Persecución individual | Gregor Braun RFA     | Roy Schuiten · Países Bajos | Jean-Luc Vandenbroucke · Bélgica |
| Medio fondo            | Wilfried Peffgen RFA | Martin Venix · Países Bajos | Cees Stam · Países Bajos         |

### Masculinoamateur
| Evento                  | Oro                                                               | Plata                                                              | Bronce                                                                    |
| ----------------------- | ----------------------------------------------------------------- | ------------------------------------------------------------------ | ------------------------------------------------------------------------- |
| Velocidad individual    | Anton Tkáč Checoslovaquia                                         | Emanuel Raasch RDA                                                 | Christian Drescher RDA                                                    |
| Persecución individual  | Detlef Macha RDA                                                  | Norbert Dürpisch RDA                                               | Uwe Unterwalder RDA                                                       |
| Persecución por equipos | RDA Uwe Unterwalder Gerald Mortag Matthias Wiegand Volker Winkler | URSS Vladimir Osokin Vasili Ehrlich Vitali Petrakov Igor Pilipenko | Suiza · Robert Dill-Bundi · Urs Freuler · Hans Känel · Walter Baumgartner |
| 1 km contrarreloj       | Lothar Thoms RDA                                                  | Jocelyn Lovell · Canadá                                            | Rainer Hönisch RDA                                                        |
| Carrera por puntos      | Noël Dejonckheere · Bélgica                                       | Walter Baumgartner · Suiza                                         | Jean-Jacques Rebière Francia                                              |
| Medio fondo             | Rainer Podlesch RFA                                               | Mattheus Pronk · Países Bajos                                      | Martin Rietveld · Países Bajos                                            |
| Tándem                  | Checoslovaquia Vladimír Vačkář Miroslav Vymazal                   | Estados Unidos Gerald Ash Leslie Barczewski                        | Países Bajos · Sjaak Pieters · Laurens Veldt                              |

### Femenino
| Evento                 | Oro                                     | Plata                         | Bronce                       |
| ---------------------- | --------------------------------------- | ----------------------------- | ---------------------------- |
| Velocidad individual   | Galina Tsariova URSS                    | Sue Novara Estados Unidos     | Iva Zajíčková Checoslovaquia |
| Persecución individual | Cornelia van Oosten-Hage · Países Bajos | Anne Riemersma · Países Bajos | Luigina Bissoli · Italia     |

## Medallero
| Núm. | País           | Oro | Plata | Bronce | Total |
| ---- | -------------- | --- | ----- | ------ | ----- |
| 1    | RDA            | 3   | 2     | 3      | 8     |
| 2    | RFA            | 3   | 1     | 0      | 4     |
| 3    | Checoslovaquia | 2   | 0     | 1      | 3     |
| 4    | Países Bajos   | 1   | 4     | 3      | 8     |
| 5    | URSS           | 1   | 1     | 0      | 2     |
| 6    | Bélgica        | 1   | 0     | 1      | 2     |
| 6    | Japón          | 1   | 0     | 1      | 2     |
| 8    | Estados Unidos | 0   | 2     | 0      | 2     |
| 9    | Suiza          | 0   | 1     | 1      | 2     |
| 10   | Canadá         | 0   | 1     | 0      | 1     |
| 11   | Francia        | 0   | 0     | 1      | 1     |
| 11   | Italia         | 0   | 0     | 1      | 1     |
|      | TOTAL          | 12  | 12    | 12     | 36    |